# Kráľová pri Senci
Kráľová pri Senci (Hongaars:Királyfa) is een Slowaakse gemeente in de regio Bratislava, en maakt deel uit van het district Senec.
Kráľová pri Senci telt 1426 inwoners.

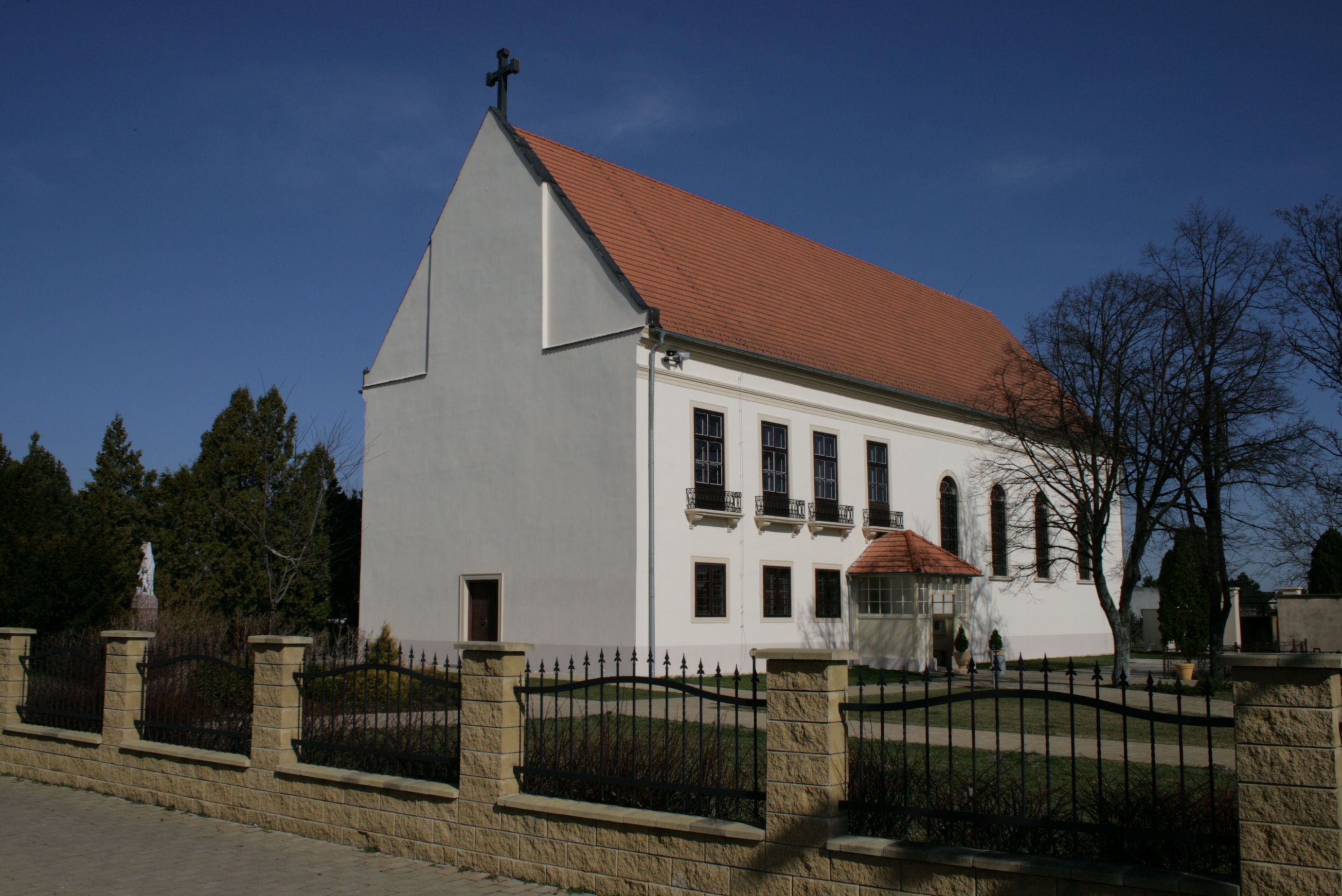
Kerk in Kráľová pri Senci
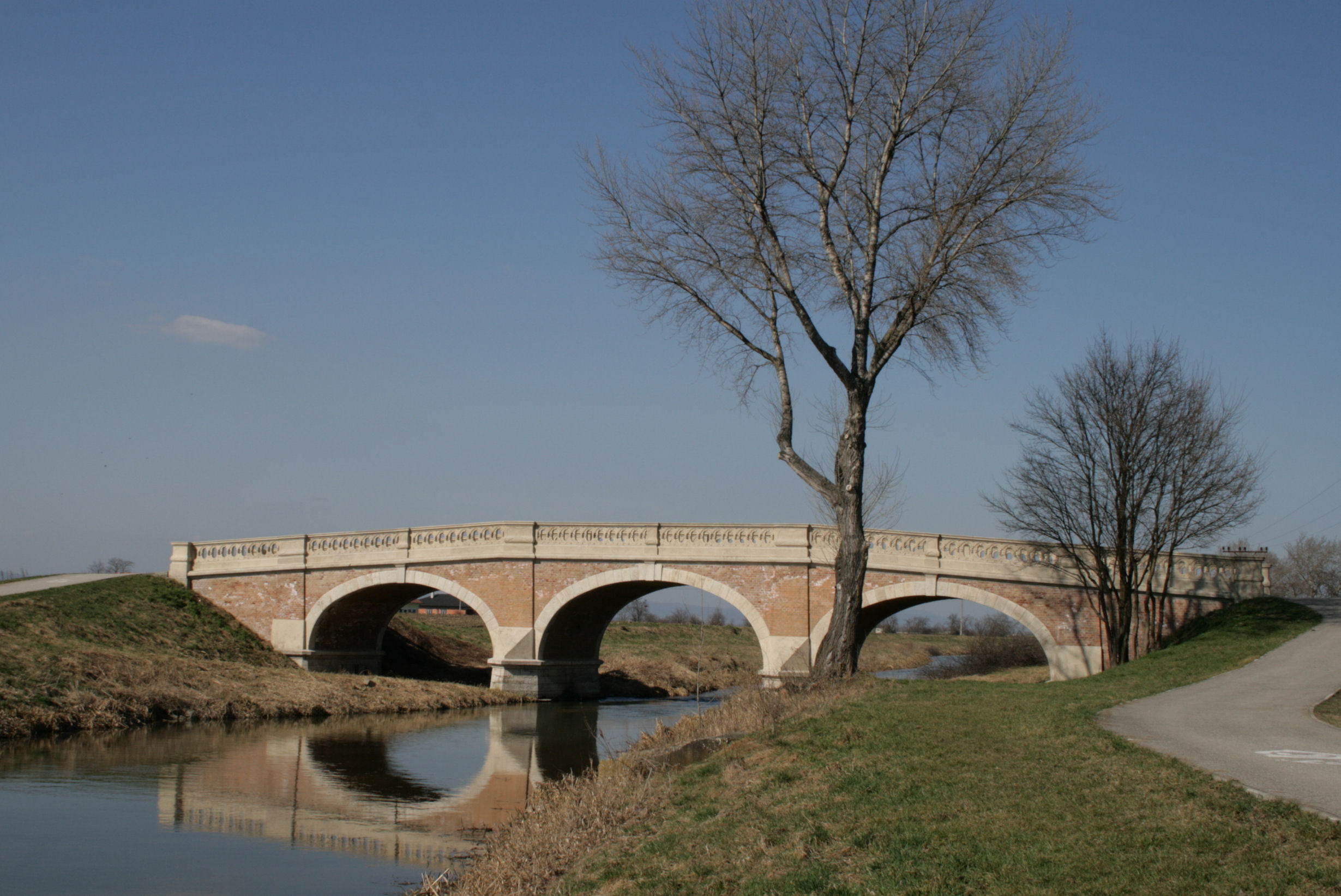
Brug in Kráľová pri Senci

Bernolákovo · Blatné · Boldog · Čataj · Dunajská Lužná · Hamuliakovo · Hrubá Borša · Hrubý Šúr · Hurbanova Ves · Chorvátsky Grob · Igram · Ivanka pri Dunaji · Kalinkovo · Kaplna · Kostolná pri Dunaji · Kráľová pri Senci · Malinovo · Miloslavov · Most pri Bratislave · Nová Dedinka · Nový Svet · Reca · Rovinka · Senec · Tomášov · Tureň · Veľký Biel · Vlky · Zálesie